# Grand Prix Cycliste la Marseillaise 2018
Il Grand Prix Cycliste la Marseillaise 2018, trentanovesima edizione della corsa, valevole come evento dell'UCI Europe Tour 2018 e come prima prova della Coppa di Francia categoria 1.1, si svolse il 28 gennaio 2018 su un percorso di 145,3 km, con partenza da Allauch e arrivo a Marsiglia, in Francia. La vittoria fu appannaggio del francese Alexandre Geniez, che completò il percorso in 3h47'21", alla media di 38,346 km/h, precedendo il norvegese Odd Christian Eiking e il connazionale Lilian Calmejane.
Sul traguardo di Marsiglia 95 ciclisti, su 108 partiti da Allauch, portarono a termine la competizione.

## Squadre e corridori partecipanti
| N.    | Cod. | Squadra                      |
| ----- | ---- | ---------------------------- |
| 1-7   | FDJ  | FDJ                          |
| 11-17 | ALM  | AG2R La Mondiale             |
| 21-27 | COF  | Cofidis, Solutions Crédits   |
| 31-37 | DMP  | Delko Marseille Provence KTM |
| 41-47 | FST  | Team Fortuneo-Samsic         |
| 51-57 | VCC  | Vital Concept Cycling Club   |
| 61-67 | DEN  | Direct Énergie               |
| 71-77 | SVB  | Sport Vlaanderen-Baloise     |

| N.      | Cod. | Squadra                       |
| ------- | ---- | ----------------------------- |
| 81-86   | VWC  | Veranda's Willems-Crelan      |
| 91-97   | WGG  | Wanty-Groupe Gobert           |
| 101-107 | WVA  | WB Aqua Protect Veranclassic  |
| 111-117 | CIB  | Cibel-Cebon                   |
| 121-127 | AUB  | St Michel-Auber 93            |
| 131-137 | RLM  | Roubaix Lille Métropole       |
| 142-147 | AMO  | Amore & Vita-Prodir           |
| 151-157 | EUS  | Euskadi Basque Country-Murias |

## Ordine d'arrivo (Top 10)
| Pos. | Corridore            | Squadra    | Tempo    |
| ---- | -------------------- | ---------- | -------- |
| 1    | Alexandre Geniez     | AG2R       | 3h47'21" |
| 2    | Odd Christian Eiking | Wanty      | s.t.     |
| 3    | Lilian Calmejane     | Direct     | s.t.     |
| 4    | Jesús Herrada        | Cofidis    | s.t.     |
| 5    | Guillaume Martin     | Wanty      | a 2"     |
| 6    | Rémy Di Grégorio     | Delko Mar. | a 3"     |
| 7    | Valentin Madouas     | FDJ        | a 4"     |
| 8    | Romain Bardet        | AG2R       | s.t.     |
| 9    | Tony Gallopin        | AG2R       | a 13"    |
| 10   | Dimitri Claeys       | Cofidis    | a 1'52"  |